# Korkeasaari (ö i Jämsä, Iso Rautavesi)
Korkeasaari är en ö i Finland. Den ligger i sjön Iso Rautavesi och i kommunen Jämsä i den ekonomiska regionen  Jämsä  och landskapet Mellersta Finland, i den södra delen av landet, 210 km norr om huvudstaden Helsingfors. Öns area är 0,5 hektar och dess största längd är 100 meter i sydväst-nordöstlig riktning.